# Église Saint-Pierre-et-Saint-Phébade de Venerque
L'église Saint-Pierre-et-Saint-Phébade de Venerque est une église catholique située à Venerque, en France.
L'édifice est classé au titre des monuments historiques en 1840.
Il s'agit d'un monument dont la chronologie de construction est mal connue. De ce fait cette église est très complexe à étudier. Elle a été profondément remaniée depuis les restes de la première abbaye du XIe siècle jusqu'aux travaux du XIXe siècle qui lui donnent son visage actuel. Pour résumer brièvement nous dirons qu'à la base il s'agit sans doute de l'ancienne abbatiale dont la construction commence au XIIIe siècle, à partir du chœur du XIe siècle. Les grandes phases de construction de l'église débutent par l'édification du chevet en pierre au XIIe siècle. Elle est fortifiée au XIIIe siècle avec ses chemins de ronde. Elle a été restaurée au XIXe siècle où on accentue son caractère fortifié.

## Localisation
L'église est située dans le département français de la Haute-Garonne, sur la commune de Venerque.

## Historique
Les plus anciennes sépultures connues de la commune sont celles du VIe siècle de Mont-Frouzi et de la nécropole mérovingienne du VIIe siècle du domaine de Rivel. Cependant, elles ne présentent aucune référence chrétienne. 

### L'ancienne abbaye
Il faut attendre le IXe siècle pour retrouver la trace d'une abbaye bénédictine à Venerque qui est placée sous le vocable de saint Pierre.  Nous apprenons aussi que 817 est la date de reconstruction de ce monastère. Ce qui veut dire qu'il aurait une existence plus ancienne. Quelle est la date exacte de son origine et quel a été son motif de reconstruction, nul ne le sait. Une date de première construction en 814 est avancée. Citée en 817 au concile d'Aix-la-Chapelle parmi les 19 monastères qui ne devaient seulement que des prières car ils étaient trop pauvres, elle ne doit ni impôts, ni taxes. Elle jouit d'une situation privilégiée pour lui permettre de se relever des périodes troubles du VIIIe siècle. Benoît d'Aniane visite Venerque régulièrement et il perçoit tout de suite l'intérêt du lieu du fait de sa situation géographique.
Cette abbaye aurait été lancée par des religieuses d'une abbaye déjà existante lorsqu'elle se situait dans l'Aquitaine gauloise. Puis elle aurait été rattachée au Xe siècle à l'abbaye de Saint-Géraud d'Aurillac par les comtes de Toulouse (selon l'historien toulousain Jean Dalbigo cité par le colonel Jaubart), ce qui expliquerait la construction de forme pentagonale des deux absidioles de l'église qui est une forme usuelle de l'école auvergnate, alors qu'elles sont de forme ronde dans le Midi. 
Ses terres vont de Julia jusqu'à Rivel. Elle reçoit une partie de l'héritage de l'évêque de Toulouse Hugues Ier par Alleus par un testament écrit en 960 à la mort de celui-ci en 972. Elle reste abbaye jusqu'en 1050, moment où elle devient un simple prieuré rattaché à Saint-Pons-de-Thomières, qui sera supprimé à son tour en 1612. En 1080, elle est donnée à Saint-Pons-de-Thomières par le comte Guillaume IV de Toulouse qui entre-temps lui a fait don du bois d'Orwal. 
Le 13 mars 1363, le prieuré de Venerque est attribué par le pape Innocent VI à Hugues de Saint-Martial cardinal de Sainte-Marie du Portique contre un droit de 130 livres (Annate).
Aujourd'hui disparue, cette abbaye n'était pas située à l'emplacement actuel de l'église. Selon une lettre de l'abbé Jean Gilet citée par le colonel Jaubart, il en aurait été retrouvé des débris lors de la rectification du chemin de Venerque à Grépiac. Ils permettent de la situer entre Rive d'eau et la Halle.

### La construction de l'église actuelle
Les parties les plus anciennes de l'église ont été probablement commencées dès la donation aux moines de Saint-Pons-de-Thomières à la fin du XIe siècle ou au début du XIIe siècle. Ces parties sont l'abside romane, les deux absidioles qui l'encadrent, l'écran extérieur et intérieur. Les lignes générales sont de style romano-byzantin alors à la mode dans la région à cette époque. Des détails architecturaux ne trompent pas : archivoltes, corniches, corbeaux, colonnes pilastres à l'extérieur comme à l'intérieur. Les figurines au socle des colonnes, dans l'actuelle chapelle de la Vierge, sont les plus pittoresques et les plus expressives de l'époque. Des gargouilles et un clocheton étaient sans doute déjà présents. 
Une porte romane à double vantail  dont on aperçoit  encore les traces s'ouvrait au bas de l'abside et permettait aux moines d'aller du couvent au chœur. L'église en cette fin de XIIe siècle est un simple "rez-de-chaussée" des plus modestes selon l'expression du colonel Jaubart.
Cette abbaye se serait trouvée adjacente à l'église actuelle dont les premiers travaux débutent en 1182. Cette année-là, placée sous la dépendance de Saint-Pons-de-Thomières, elle voit ses ressources augmenter, ce qui rend possible des travaux d'agrandissement. Il en reste aujourd'hui les parties les plus anciennes de l'édifice : la partie basse du chevet, absides et les deux absidioles latérales qui datent de la première moitié du XIIe siècle (~1120). On pourrait expliquer l'état incomplet du bas-côté méridional avant la restauration d'Alexandre Du Mège par la présence d'un cloître au sud de l'église. De plus, il existe des vestiges de piliers, d'un puits profond et de nombreuses tombes.
Au XIIIe siècle l'église romane est complétée, agrandie et surélevée d'une tour crénelée. C'est la brique qui est maintenant utilisée à la place de la pierre. Ceci provoque un contraste de matériaux intrigant. La construction du clocher-mur crénelé à 5 pans et qui se dresse au-dessus de l'abside centrale, date vraisemblablement de cette époque. Ce serait aussi le cas du chemin de ronde crénelé et les échauguettes. Un tableau d'Eugène de Malbos de 1850 semble le confirmer mais ce chemin, bien que dégradé, existe bien avant la restauration de M. Esquié en 1890.
L'abbaye de Saint-Pons s'est très certainement dessaisie d'une grande partie de ses biens et ceux-ci passent alors dans les mains de seigneurs. L'un d'eux, Raymond de Falgar, aurait fait ériger les fortifications de l'église en 1360 lorsqu'il organise la défense du Languedoc contre les Anglais. Le clocher-donjon dont les créneaux dominaient la face Nord, a été construit pour défendre ce côté de l'église car il était facile à surprendre car situé en plat pays. Il permettait d'observer jusqu'au Vernet.
La surélévation qui daterait de la fin du Moyen Âge a notamment permis de conserver la couverture en brique en place sur l'abside romane.
À la fin du XVe siècle, elle abrite une communauté religieuse active et prospère. Elle possède le plus riche trésor de la contrée après celui de la Basilique Saint-Sernin de Toulouse avec de précieuses reliques. Des travaux sont effectués sur l'église pour lui donner une majesté conforme à son rayonnement. On l'agrandit, on voûte la première travée de la nef et on construit un puissant contrefort le long du mur Nord. Il y a alors trois voûtes sur croisée d'ogives constituant ainsi un transept. On rehausse le clocher et la tour du chevet devient plus imposante. Enfin on bâtit les deux dernières travées de la nef centrale et le portail. A la place du vieil auvent de bois, on construit un narthex, avec porche extérieur. En ce XVe siècle, si le transept et sa croisée sont voutées avec ogives et tiercerons, l'ensemble de l'église ne l'est pas totalement et cette opération ne sera achevée qu'en 1841. La surélévation de l'abside pourrait dater du XVe siècle. La couverture en briques serait donc médiévale, un ouvrage rendu exceptionnel par son ancienneté et son très bon état de conservation. une modification importante est apportée à la structure générale de l'édifice à la fin du XVe siècle. On allonge en effet la nef centrale et on construit le collatéral gauche.
Par miracle elle échappe aux pillages et destructions des guerres de religion grâce au talent de conciliateur de Jean de Mansencal. Malheureusement, c'est lors de la Révolution, qu'une grande partie du mobilier et du trésor disparaissent.
En 1612, les moines quittent le prieuré après 800 ans de présence et la grande porte romane de l'abside sera définitivement murée.
Au début du XVIIIe siècle on remplace la vieille toiture provisoire de bois, sur la nef, par une voûte romane en maçonnerie et on fait de même sur le collatéral côté rosaire. On répare aussi le vieux porche.
En 1818, on construit un presbytère contre l'église avec une salle de mairie attenante.
Peu de travaux sont effectués jusqu'en 1840 où l'on termine enfin son collatéral droit, et l'église a besoin d'être rénovée. Auparavant, en 1830, l'inspecteur des Antiquités de la Haute-Garonne, Alexandre Du Mège, vient à Venerque et est enthousiasmé par le monument. Aidé par l'abbé Lassalle, il entreprend un programme de rénovation ambitieux. Il se focalise sur l'abside et les deux chapelles latérales qu'il interprète comme étant de style byzantin ou néo-grec. Il veut dépouiller l'édifice des rajouts successifs apportés au cours des siècles pour rendre au monument son caractère initial qu'il croit d'art byzantin. Il va surtout s'intéresser à la décoration intérieure de l'église pour lui redonner son caractère "carolingien". Des travaux sur le chevet dirigés par Alexandre Du Mège portent sur les vitraux, les fresques et les sculptures.
En 1844, l'abbé Lassalle achète des cloches pour remplacer celles qui ont été fondues à la Révolution et reconstitue ainsi le carillon de 14 cloches. En 1914 on y sonne pour la première fois La Marseillaise. Il a été rénové et électrifié en 1961. Puis un système moderne a été mis en place en 2010.
En 1851, en pleine ébullition intellectuelle, Alexandre Du Mège décide d'accentuer l'aspect militaire de l'architecture de l'église. En 1853, sous la conduite de l'architecte Jacques-Jean Esquié, on pose le carrelage de la nef et la toiture du chœur. Ce n'est qu'en 1896-97 que son fils Pierre Esquié, organise la surélévation des trois niveaux pour recevoir trois toitures indépendantes et la fortification indépendante, le  toit actuel et les fortifications sont construits. Ainsi ce n'est qu'à la fin du XIXe siècle qu'elle prend la forme qu'on lui connait aujourd'hui.
En 1965 on démolit l'ancien presbytère attenant à l'église, pour percer la rue Jean Gilet. Cette opération dégage la face Nord de l'église et permet de mieux apprécier la majesté du monument.

## Description

### L'extérieur
La première impression en voyant le monument est celle de la puissance que dégage sa façade occidentale. Le flanc Nord offre une géométrie romantique de contreforts, mâchicoulis et échauguettes. L'ensemble est dominé d'une haute tour pourvue d'un clocher-mur crénelé qui a la même dimension depuis le XVe siècle. Il suscite d'emblée une véritable émotion interrogative.
À l'origine c'est un édifice médiéval en croix latine et charpenté, même si l'église médiévale était très différente de l'actuel lieu de culte.
Ses caractéristiques principales sont : un portail gothique de brique rouge, une abside de pierre romane surélevée, des gargouilles gothiques, un fameux clocher-mur à 4 baies, un carillon pourvu de 14 cloches depuis 1844, des voûtes d'ogives, des chapiteaux romans à base de colonnes néo-romanes, la grille des fonts baptismaux, plusieurs peintures murales du XIXe siècle. 
Extérieurement on distingue la partie la plus ancienne en pierre de taille qui se situe sur la partie basse. Suivent deux niveaux de surélévation en brique. Le premier date du XIIIe siècle et va jusqu'à la corniche de pierre à modillons. Il précède ce qui reste du chantier du XVe siècle caractérisé par ses gargouilles.

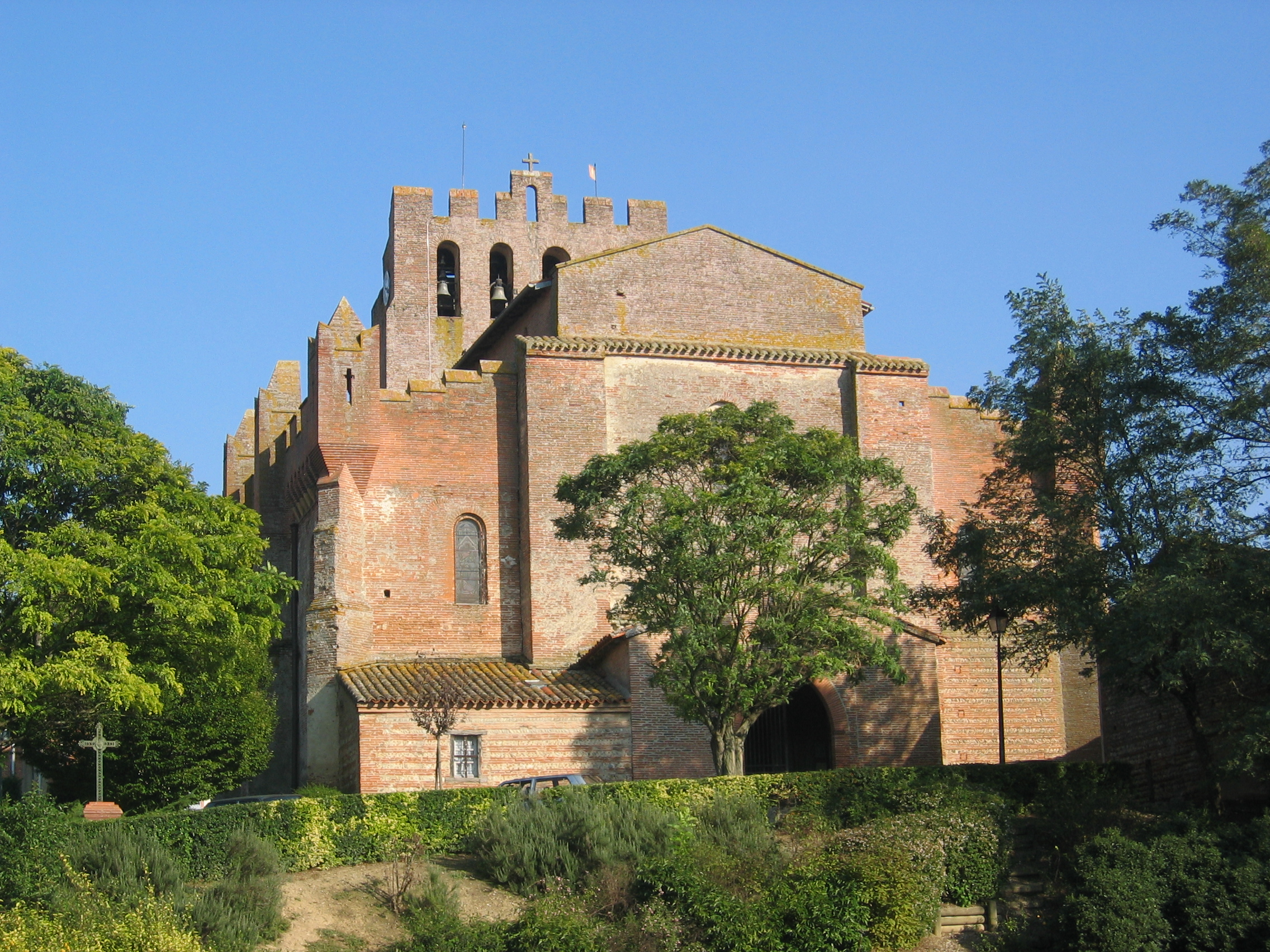
La façade et le clocher-mur.
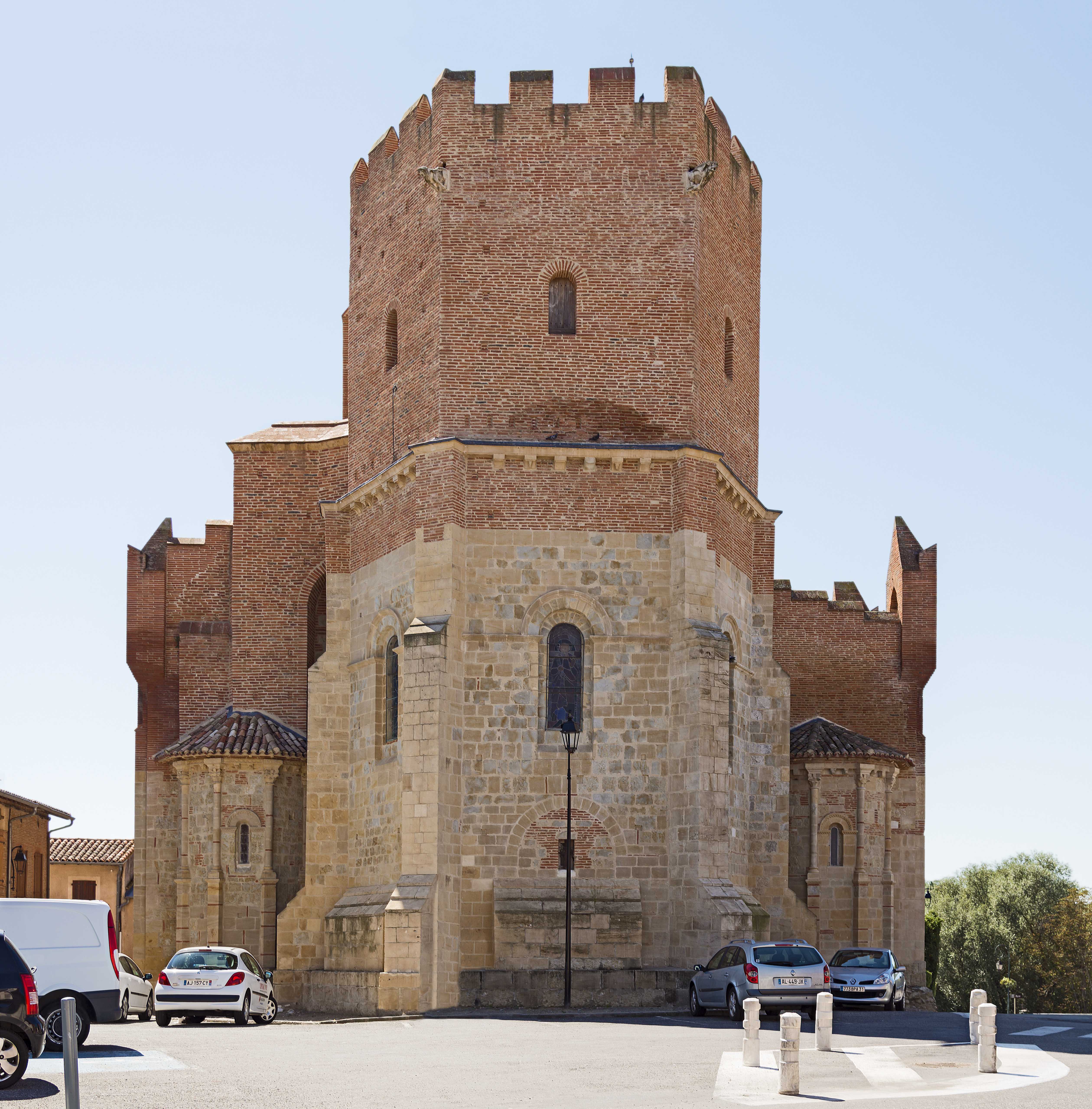
Le chevet.

### L'intérieur
L'abside et ses deux absidioles reposent sur des chapiteaux en brique qui  sont romans. Ils n'ont rien à voir avec les élévations gothiques postérieures. L'abside conserve ce qui parait être sa couverture d'origine et ceci est exceptionnel. 
Les supports qui séparent la nef des bas-côtés (celui du Nord est construit à la fin du Moyen Âge au XVIe siècle et celui du Sud date du début du XIXe siècle) sont composés d'éléments hétérogènes.
Le sanctuaire a une châsse architecturale pour abriter les reliques de saint Phébade et de sainte Alberte dans une armoire murale située dans le chœur. Celle-ci fermée d'une grille, est formée par le vide laissé lorsqu'on a muré l'ancienne chapelle romane donnant accès aux moines dans le chœur. Elle est enjolivée tout au long de sa courbure romane de fines nervures à soubassements sculptés en pierre.
Elle contient une très belle grille en fer forgé qui orne les fonts baptismaux datée du 29 juin 1515. Elle y fut introduite après 1612 car elle fut à l'origine vraisemblablement utilisée pour isoler complètement le chœur réservé aux religieux.Le départ des moines de l'église fut rendue au culte paroissial et cette grille n'avait plus d'utilité dans sa fonction initiale. Elle se caractérise par ses épines énormes portées à l'avant menaçantes, ses fleurs à longs pétales, gardant encore des traces d'or.
Sa richesse ornementale, la sculpture et son profil architectural sont proches de ceux de la Basilique Saint-Sernin de Toulouse. Son caractère antique est renforcé par Alexandre Du Mège qui y a fait un programme de peinture d'inspiration carolingienne. 
Une légende faisait état du départ de souterrains depuis le chœur ancien. Si ceux-ci ont bien été trouvés lors de la construction du tout-à-l'égout, les fouilles menées dans l'église lors de la destruction de l'ancien autel n'ont rien donné.
Quelques nobles et notables y sont enterrés ainsi qu'un sergent du régiment de Bassancourt mort dans la localité en 1653. Il y a une crypte qui contient des Mansencal et des d'Assézat.

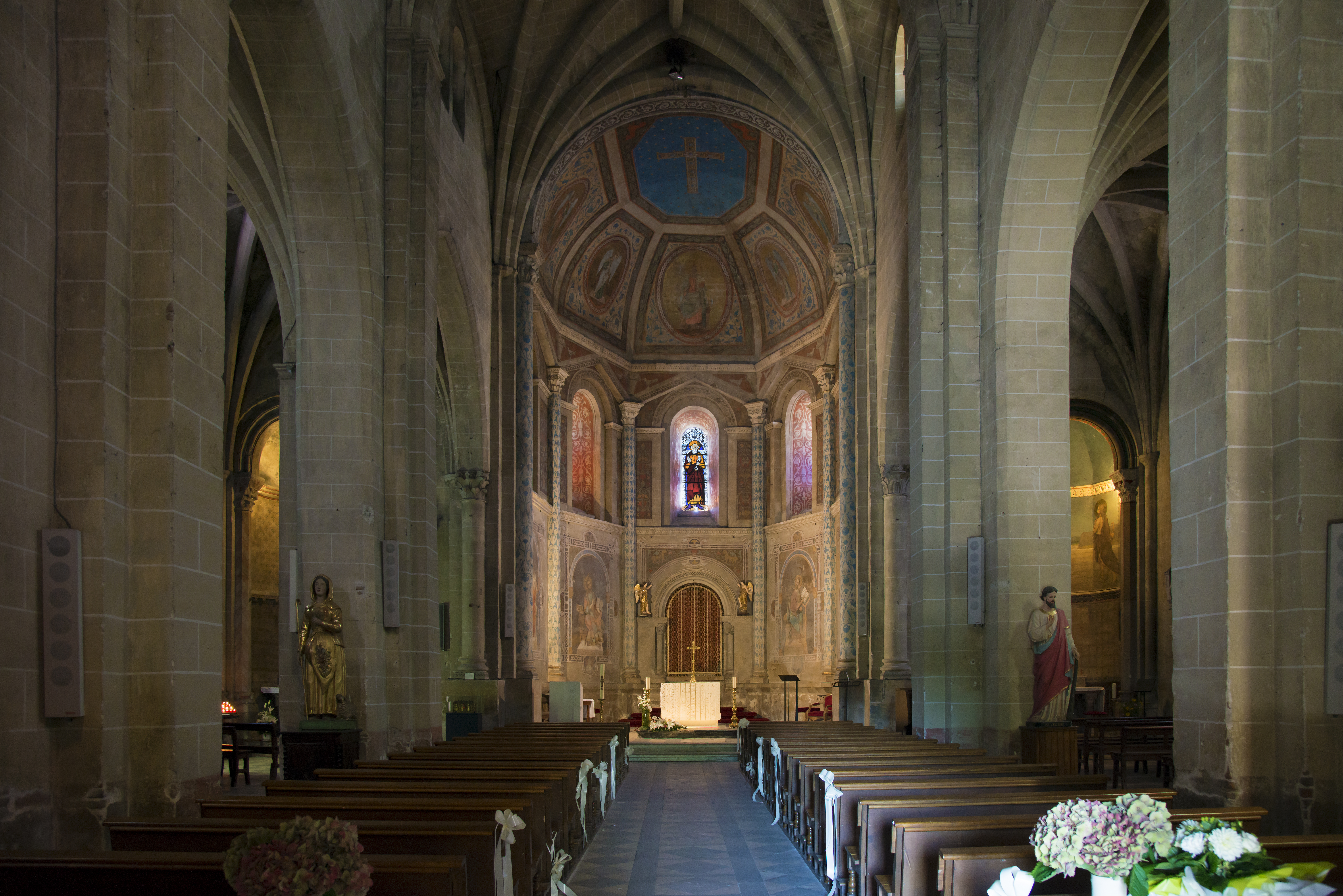
Le nef centrale.
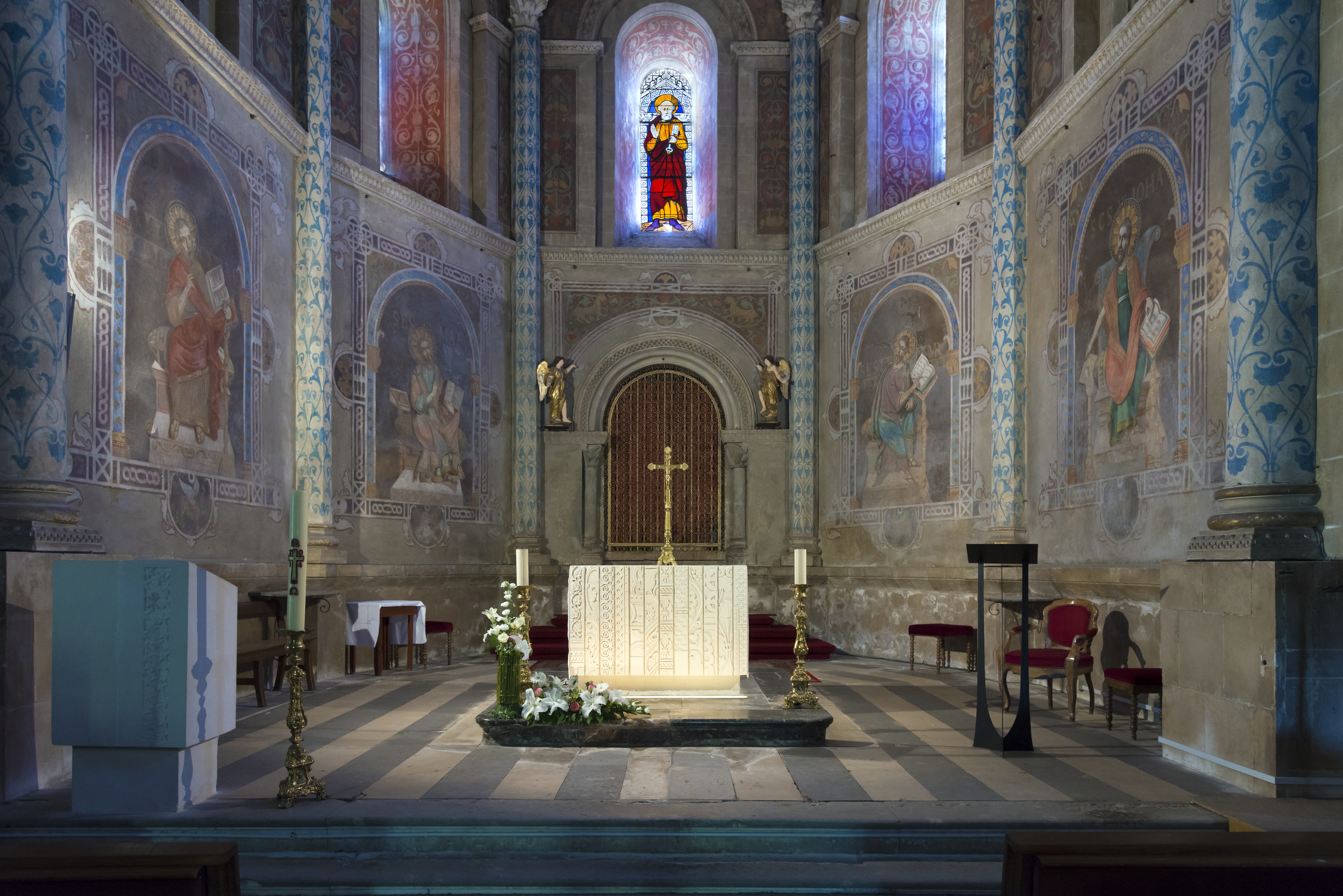
L'autel.
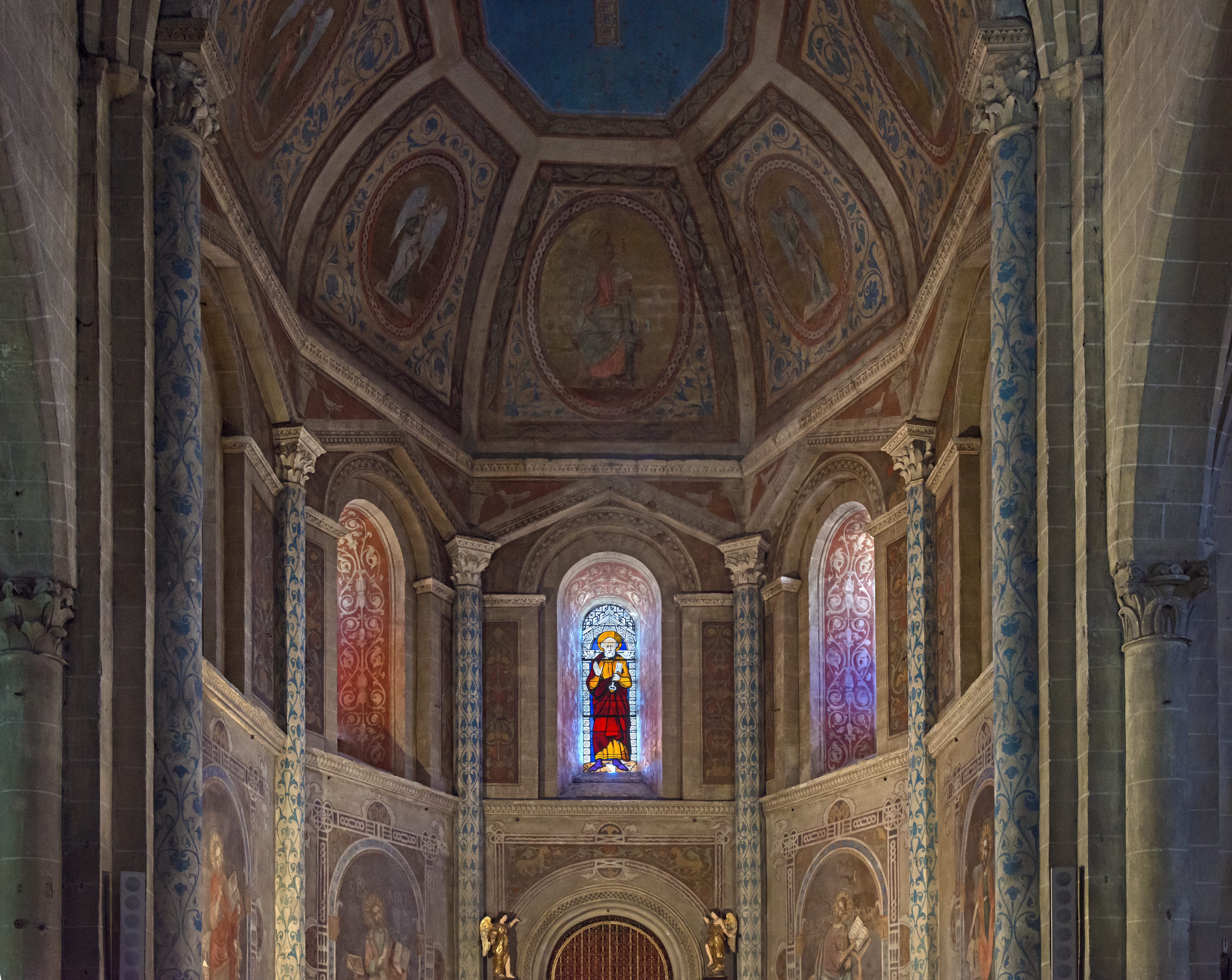
Décors du chœur d'inspiration carolingienne.
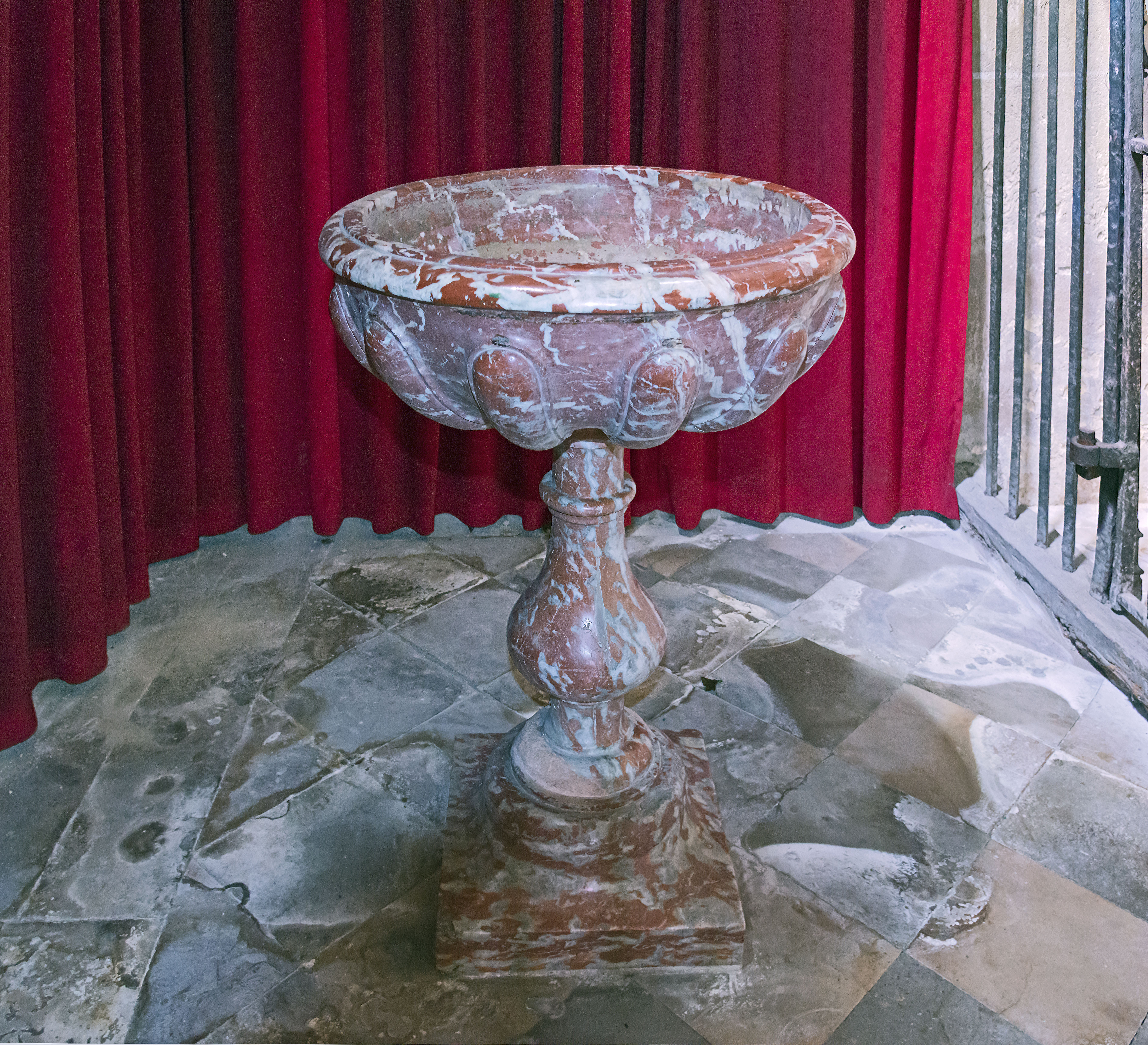
Les fonts baptismaux.
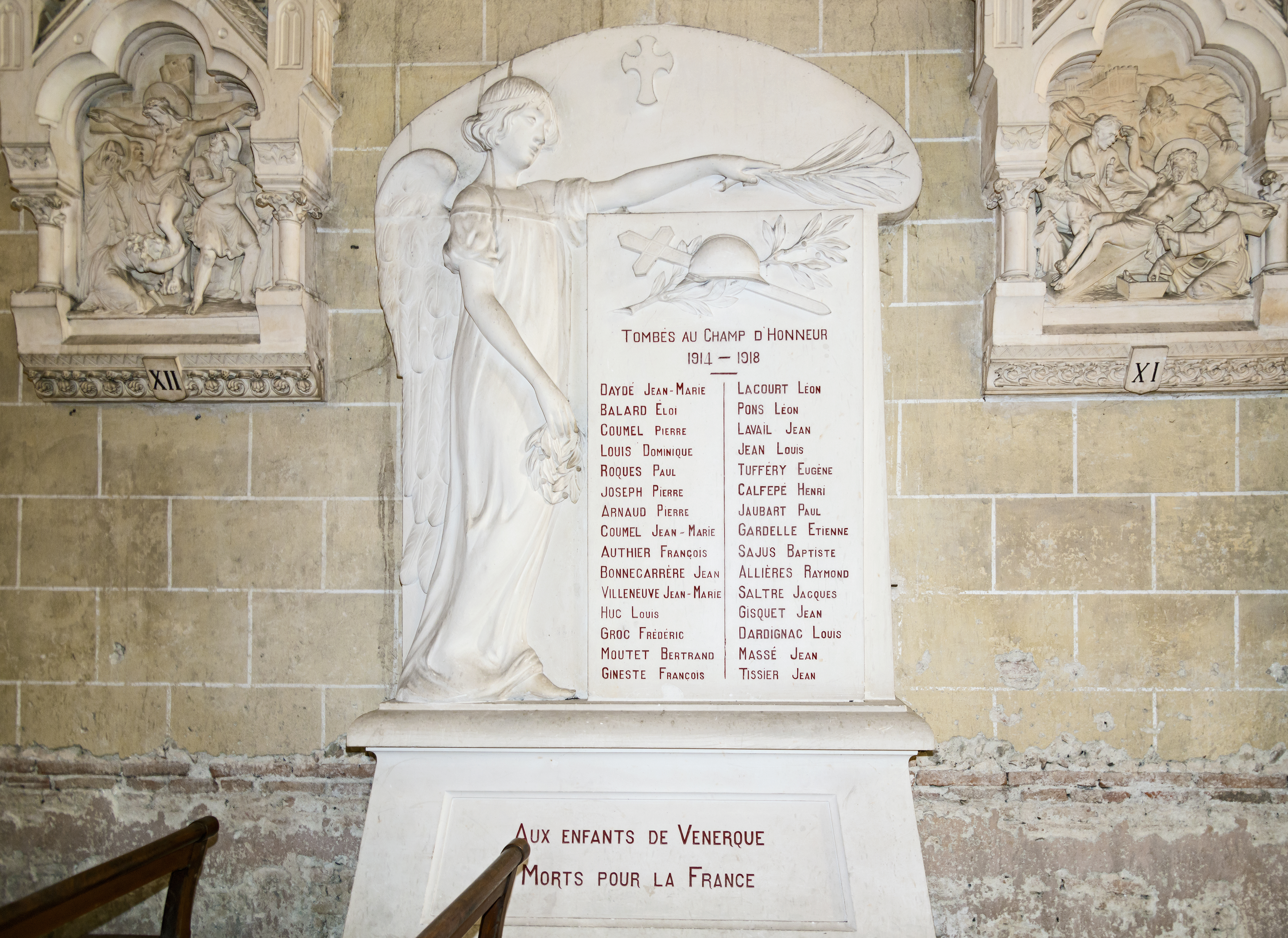
Monument aux morts de la Première Guerre mondiale.

## Reliques

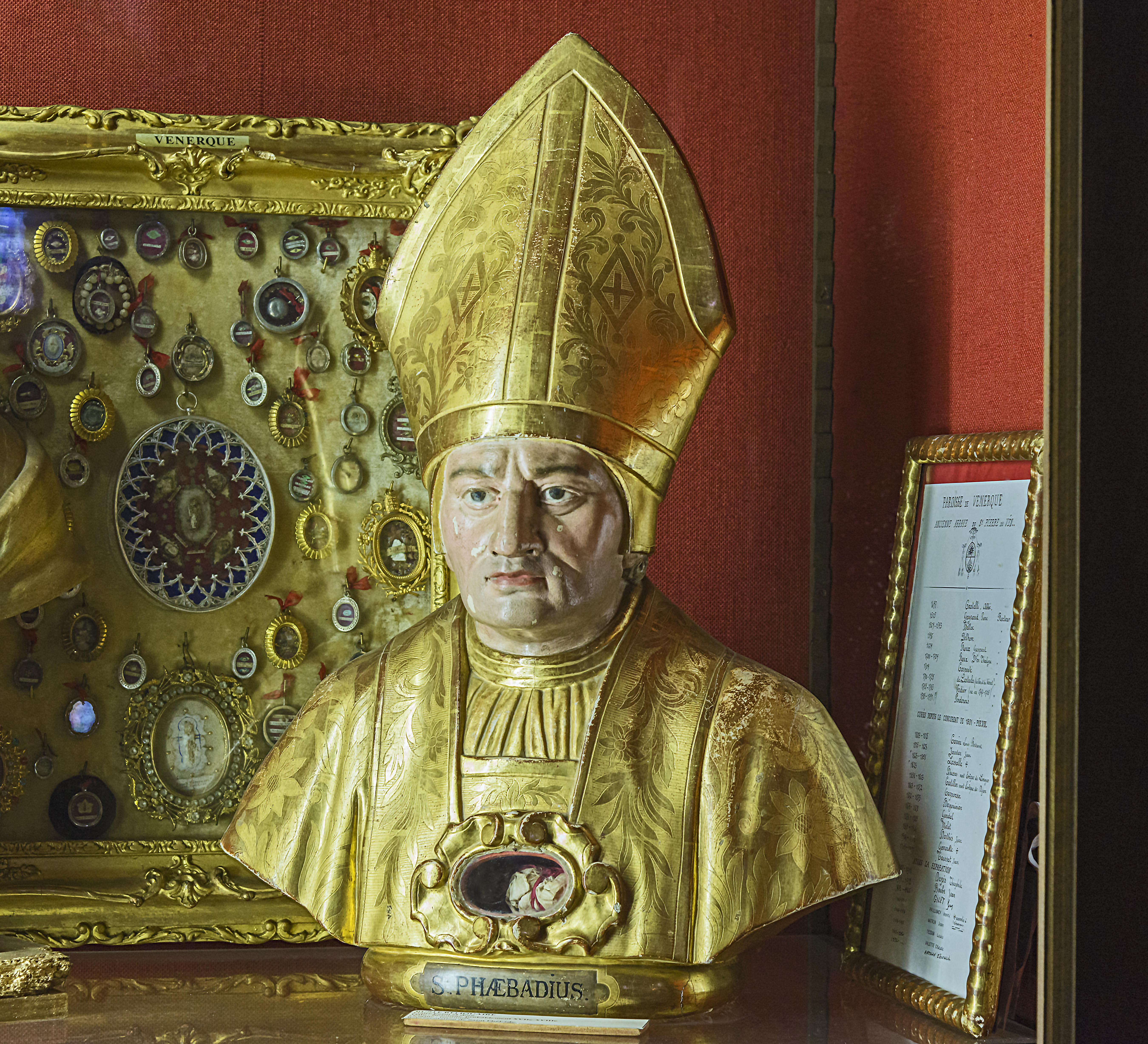
Une partie des reliques de saint Phébade dans l'église de Venerque.

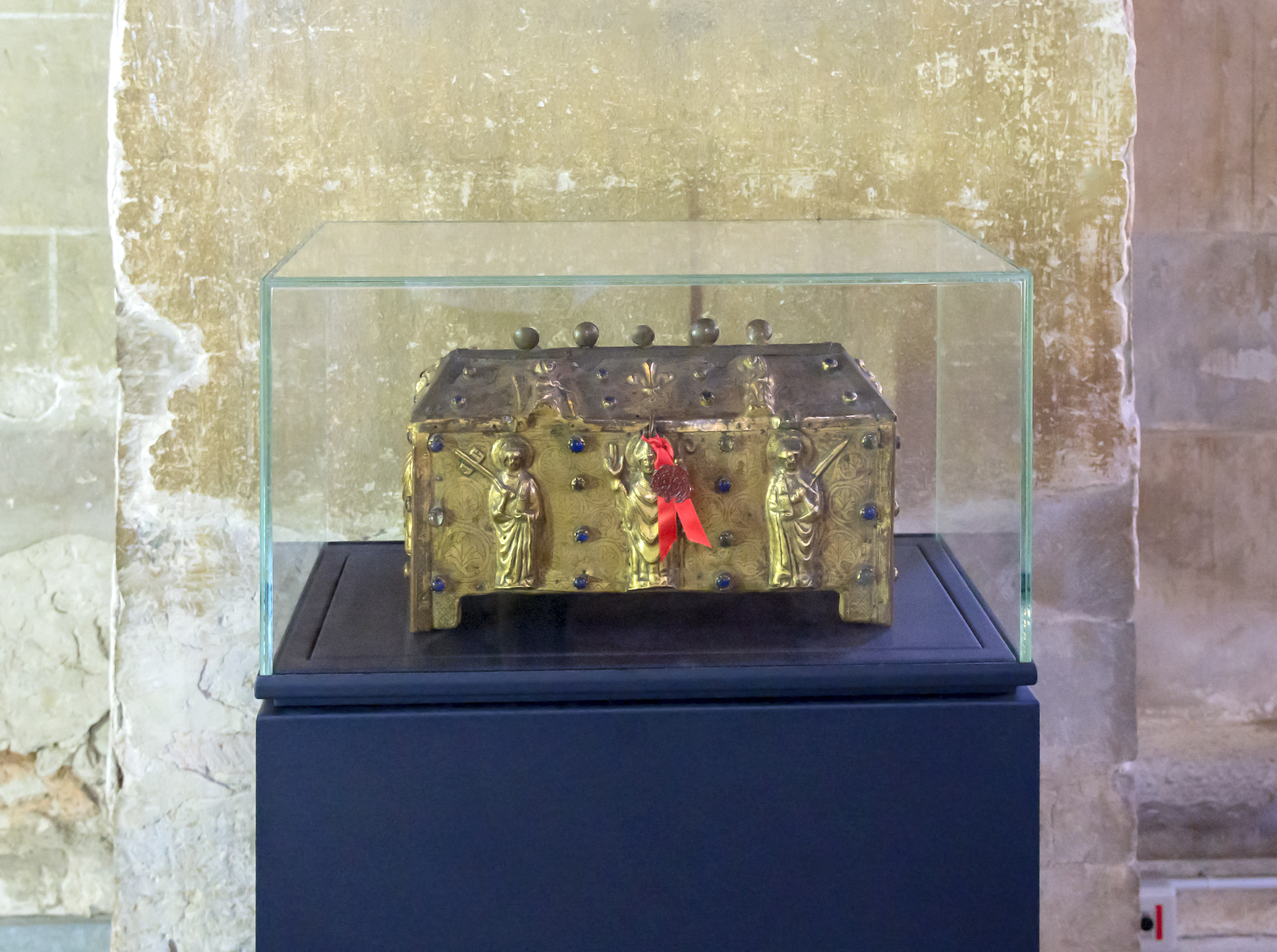
Reliquaire de saint Phébade, XIIIe siècle.

L'église contient un trésor religieux datant du XIIIe siècle qui est le reliquaire de saint Phébade et celui de sainte Alberte. Cette châsse est en bois et cuivre repoussé et elle est gravée, rehaussée de cabochons violets et ornée de touchantes figurines hiératiques. 
Ces reliques sont tellement précieuses que lors des processions que l'on faisait au XVIe siècle, des hommes en armes (4 fusiliers) accompagnaient et protégeaient le reliquaire, comme le signale Théodore de Bèze le 25 avril 1562. On comprend mieux cette méfiance lorsqu'on connait l'histoire de ce trésor.
Les reliques, volées à Agen, se retrouvèrent à Venerque après avoir été gardées à Périgueux où leur présence est attestée en 1112 et où elles restèrent plusieurs années. Elles seraient arrivées à Venerque vraisemblablement en 1562 lorsqu'Agen tomba entre les mains des Huguenots en pleine guerres de religion pour les mettre à l'abri en lieu sûr. Venerque offrait à ce titre bien des atouts : outre le fait qu'il n'y avait aucun conflit religieux, c'était une ville fortifiée. Elles y étaient en lieu sûr car à l'époque Venerque était un village calme, fidèle à la religion catholique et bien protégé par son donjon et ses fortifications qui dataient de 1209. Elles auraient été érigées pour défendre le prieuré qui était visiblement fort riche. La crainte à l'époque était que les anciens propriétaires auraient pu tenter de venir récupérer les reliques. En effet ce trésor avait fait l'objet de réclamations à la suite du vol dans la cathédrale d'Agen. Tout se calmera en 1653 quand une partie des reliques du saint évêque leur furent rendues.
Le fait que son église possède le plus riche trésor de la contrée après celui de Saint-Sernin, explique l'ampleur des fortifications que possède Venerque au XVIe siècle. 
Il est cependant étonnant de constater qu'une confrérie Saint-Phébade est attestée à Venerque en 1497, année où l'abbé Castelli en a écrit les statuts. Elle organise notamment une procession des reliques le 25 avril. Dès 1730, il est d'usage d'utiliser les fonds levés lors des processions, pour alimenter un fonds pour des déshérités. Cette tradition instaurée par l'abbé de Lasteules restera en vigueur jusqu'en 1880.
Saint Phébade était évêque d'Agen et mourut en 400. Quant à Sainte Alberte, elle subit le martyre en même temps que sa sœur sainte Foy en 286. 
On doit la découverte de sainte Alberte à l'abbé Melet. Il sait que la tête de saint Phébade ne se trouve pas dans ce reliquaire car ce qu'il en reste est à Agen. Or il y remarque des ossements de crâne et d'autres os qui n'appartiennent visiblement pas à l'évêque d'Agen. Après de minutieuses recherches dans de vieilles archives, l'abbé Melet en perce le secret : il s'agit des seuls restes connus de sainte Alberte. Ils étaient réunis dans le même reliquaire depuis le XIe siècle. À la suite de cette découverte, le 22 septembre 1884, l'évêque de Rodez fait don à Venerque d'une relique de sainte Foy, "afin que les deux sœurs se trouvent à nouveau réunies". Ces nouvelles reliques proviennent de la châsse de sainte Foy qui avait été retrouvée à Conques. Cet événement donnera lieu le 21 octobre 1884 à une cérémonie solennelle à Montfrouzi par le vicaire d'Agen, l'abbé Rumeau.